# Krzywcze Górne (gmina)
Krzywcze Górne – dawna gmina wiejska w powiecie borszczowskim województwa tarnopolskiego II Rzeczypospolitej. Siedzibą gminy były Krzywcze Górne.

## Historia
Gminę utworzono 1 sierpnia 1934 r. w ramach reformy na podstawie ustawy scaleniowej z dotychczasowych gmin wiejskich: Krzywcze Dolne, Krzywcze Górne (z miasteczkiem Krzywcze) i Sapohów.
18 marca 1938 przyznano marszałkowi Edwardowi Śmigłemu-Rydzowi honorowe obywatelstwo gminy. W tym roku wójtem gminy był Michał Tymkiewicz.
Od września 1939 do lipca 1941 gmina znajdowała się pod okupacją ZSRR, a 1 sierpnia 1941 weszła w skład Generalnego Gubernatorstwa i nowo utworzonego dystryktu Galicja. Gmina przynależała odtąd do powiatu czortkowskiego (Kreishauptmannschaft Czortków). Przyłączono do niej wówczas obszar zlikwidowanej gminy Germakówka (Germakówka, Iwanie Puste, Niwra i Zalesie) oraz wschodnią część zlikwidowanej gminy Szuparka (Babińce ad Krzywcze i Chudyjowce), po czym gmina liczyła 14.328 mieszkańców. Po powiększeniu obszaru, gmina Krzywcze Górne rozdzielała gminę Mielnica na dwie odrębne części.
Po II wojnie światowej obszar gminy znalazł się w ZSRR.